# Lalisa
Lalisa (estilizado em letras maiúsculas) é o single álbum de estreia da rapper tailandesa Lisa. Foi lançado em 10 de setembro de 2021 pela YG Entertainment e Interscope Records. O álbum é um disco de hip hop produzido por Teddy, 24 e R. Tee e recebeu críticas mistas dos críticos.
A versão física estreou em primeiro lugar no Gaon Album Chart, tornando-se o álbum mais vendido por uma solista feminina na história da parada. Lalisa também estabeleceu o recorde de maiores vendas na primeira semana entre todas as mulheres, com 736.221 cópias vendidas, antes de sua colega de grupo Jisoo quebrar o recorde. Foi certificado como duplo platina pela Korea Music Content Association (KMCA) em novembro de 2021 por vender 500.000 cópias, e mais tarde foi certificado como triplo platina em agosto de 2023 por vender 750.000 cópias.
"Lalisa" foi lançado como single principal no mesmo dia em que o álbum foi lançado. A canção estreou em segundo lugar na Billboard Global 200 e em 84º lugar na Billboard Hot 100 dos EUA. A faixa lado B "Money" foi enviada para a contemporary hit radio dos EUA em 9 de novembro após seu sucesso viral e alcançou a posição 10 na Billboard Global 200 e a posição 90 na Billboard Hot 100 dos EUA. Em 2023, Lalisa ganhou um Guinness World Record por se tornar o primeiro álbum de um artista solo de K-pop a atingir um bilhão de reproduções no Spotify.

## Antecedentes
Em 19 de abril de 2021, um funcionário da YG Entertainment revelou ao meio de comunicação sul-coreano The Korea Herald que Lisa estrearia como a terceira solista de seu grupo (depois de suas companheiras de grupo Jennie e Rosé respectivamente) com cronogramas a serem anunciados oficialmente por meio de um aviso. Em 12 de julho, por meio do Star News, sua gravadora revelou que as filmagens de seu videoclipe estavam em andamento. Em 25 de julho, a cantora postou duas imagens dela em um estúdio de gravação em seus stories do Instagram, onde um close-up de uma tela é mostrado ao lado de duas ondas sonoras diferentes e a legenda "What’s my name?", sugerindo o título do single álbum.

## Lançamento e promoção
Em 25 de agosto de 2021, a YG Entertainment enviou um pôster teaser com o título do álbum, em homenagem ao seu primeiro nome, com as pré-encomendas começando na mesma data. Em 27 de agosto, YG lançou um teaser de 26 segundos apresentando um dos conceitos visuais do álbum. Em 30 de agosto, foi confirmado pela YG que a faixa-título do álbum também se chamaria "Lalisa". A lista de faixas completa foi lançada em 5 de setembro. O álbum foi lançado mundialmente em 10 de setembro pela YG e Interscope em conjunto com o videoclipe de seu single homônimo. Antes do lançamento do solo, Lisa realizou um evento de contagem regressiva online ao vivo nas plataformas de mídia social V Live e TikTok para falar sobre o álbum e o videoclipe. Em 11 de setembro, Lisa deu uma entrevista no The Woody Show como convidada especial, marcando sua primeira aparição em um talk show tailandês. Em 14 de setembro, a artista fez uma transmissão especial ao vivo no Naver Now para promover o single álbum. Em 12 de novembro, Lisa realizou uma entrevista Check In para a Audacy. Em 18 de novembro, Lisa apareceu como convidada no Zach Sang Show e no programa de rádio 102.7KIISFM.

### Singles
"Lalisa" foi lançada como o single principal junto com o lançamento do álbum single e recebeu um videoclipe em 10 de setembro de 2021. O videoclipe registrou 73,6 milhões de visualizações no YouTube em 24 horas, tornando-se o videoclipe mais visto nas primeiras 24 horas na plataforma por um artista solo, quebrando um recorde detido por "Thank U, Next" de Ariana Grande. A canção estreou em segundo lugar na Billboard Global 200 e Global Excl. U.S., marcando a primeira entrada solo de Lisa nas paradas e no top dez. Nos Estados Unidos, "Lalisa" estreou na posição 84 na parada Billboard Hot 100.
A faixa lado B "Money" recebeu um vídeo de apresentação de dança em 24 de setembro de 2021. Após o crescente sucesso da canção globalmente e nos Estados Unidos, a canção foi enviada como single para a contemporary hit radio dos EUA em 9 de novembro de 2021. "Money" alcançou a décima posição na Billboard Global 200 e a sétima posição na Global Excl. U.S., tornando-se a segunda música de Lisa no top dez das paradas. Nos Estados Unidos, a canção alcançou a posição 90 na Billboard Hot 100 também.

### Apresentações ao vivo
Em 10 de setembro, Lisa fez a apresentação de estreia da faixa-título "Lalisa" no The Tonight Show Starring Jimmy Fallon. Ela então apresentou a canção no Naver Now em 14 de setembro. Lisa apresentou a canção no Inkigayo da SBS em 19 de setembro, no Show! Music Core da MBC em 25 de setembro, e novamente no Inkigayo da SBS em 26 de setembro.

## Recepção crítica
| Críticas profissionais | Críticas profissionais |
| Avaliações da crítica  | Avaliações da crítica  |
| Fonte                  | Avaliação              |
| ---------------------- | ---------------------- |
| NME                    | [ 29 ]                 |

Lalisa recebeu críticas mistas dos críticos musicais, que elogiaram a performance e o carisma de Lisa, mas criticaram as letras e a produção das canções. Rhian Daly escrevendo para NME chamou o álbum de "decepcionantemente plano" apontando a baixa qualidade na produção de música. Ela descreveu o single "Lalisa" como "uma música estranha" e sentiu que a faixa lado B "Money" foi ainda mais decepcionante. Allison S. Park do The Harvard Crimson afirmou que as "formidáveis habilidades de rap de Lisa brilham", mas também criticou a "ausência de uma narrativa lírica coesa" no single principal.
Chase McMullen, escrevendo para Beats Per Minute, sentiu que a performance confiante de Lisa foi o centro das atenções e elogiou sua habilidade de fazer transições suaves entre as partes da música "para fazer cada componente parecer perfeitamente natural". Jenna Guillaume, escrevendo para a MTV, elogiou as habilidades de rap, canto e dança de Lisa. Escrevendo para Pinkvilla, Anwaya Mane elogiou o "rap ousado e confiante" de Lisa e suas "performances de alta energia inimitáveis e inspiradoras" também. Ela descreveu "Money" como "um tipo de rap suave, fluido e conversacional" que mostrou o lado diferente de Lisa.

## Prêmios e indicações
| Ano  | Premiação               | Categoria                               | Resultado | Ref.   |
| ---- | ----------------------- | --------------------------------------- | --------- | ------ |
| 2021 | Asian Pop Music Awards  | Top 20 Álbuns do Ano (Estrangeiro)      | Venceu    | [ 34 ] |
| 2021 | Asian Pop Music Awards  | Prêmio Escolha do Público (Estrangeiro) | 9º lugar  | [ 34 ] |
| 2021 | Hanteo Music Awards     | Prêmio Inicial de Registro Chodong      | Venceu    | [ 35 ] |
| 2021 | Mnet Asian Music Awards | Melhor Produtor do Ano                  | Venceu    | [ 36 ] |
| 2022 | Seoul Music Awards      | Prêmio Bonsang                          | Indicado  | [ 37 ] |

| Ano  | Organização            | Recorde                                                                                 | Ref.   |
| ---- | ---------------------- | --------------------------------------------------------------------------------------- | ------ |
| 2023 | Guinness World Records | Primeiro álbum de um artista solo de K-pop a atingir 1 bilhão de reproduções no Spotify | [ 38 ] |

## Desempenho comercial
Lalisa ultrapassou 700.000 pré-encomendas em quatro dias, quebrando o recorde detido por R da companheira de grupo Rosé para o maior número de pré-encomendas de um único álbum entre artistas solo femininas de K-pop. Em 10 de setembro, o single álbum ultrapassou 800.000 pré-encomendas. De acordo com o Hanteo Chart da Coreia, o single álbum vendeu 330.129 cópias no primeiro dia e 736.221 cópias na primeira semana de lançamento, estabelecendo o recorde de maior venda na primeira semana entre todas as artistas femininas e tornando Lisa a primeira solista feminina a atingir 500.000 cópias nas vendas da primeira semana. A edição física estreou em primeiro lugar no Gaon Album Chart, enquanto o kit estreou em quarto lugar. O álbum também estreou em terceiro lugar na mensal Gaon Music Chart, vendendo 693.079 cópias, bem como 60.000 cópias da versão kit no mês de setembro. Em novembro de 2021, Lalisa foi certificada como dupla platina pela Korea Music Content Association (KMCA) por vender mais de 500.000 cópias. O álbum ficou em 20º lugar no Gaon Album Chart de fim de ano, com 708.475 cópias vendidas em 2021. Em agosto de 2023, foi certificado como triplo platina por vender mais de 750.000 cópias.

## Lista de faixas
| Lista de faixas de Lalisa |                |                  |                            |                |         |  |
| N.º                       | Título         | Letras           | Música                     | Arranjo        | Duração |  |
| 1.                        | "Lalisa"       | Teddy Bekuh Boom | 24 Bekuh Boom Teddy        | 24             | 3:20    |  |
| 2.                        | "Money"        | Bekuh Boom Vince | 24 Bekuh Boom R. Tee Vince | 24 R. Tee      | 2:48    |  |
| Duração total:            | Duração total: | Duração total:   | Duração total:             | Duração total: | 6:08    |  |

| Lalisa – Somente CD (faixas bônus) |                         |                            |                |         |  |
| N.º                                | Título                  | Música                     | Arranjo        | Duração |  |
| 3.                                 | "Lalisa (Instrumental)" | 24 Boom Teddy              | 24             | 3:20    |  |
| 4.                                 | "Money (Instrumental)"  | 24 Bekuh Boom R. Tee Vince | 24 R. Tee      | 2:48    |  |
| Duração total:                     | Duração total:          | Duração total:             | Duração total: | 12:16   |  |

Notas
- Todas as faixas são estilizadas em letras maiúsculas.

## Créditos e pessoal
Os detalhes do pessoal são adaptados do livreto de notas do encarte de Lalisa.
| - Lalisa Manobal – diretora criativa, vocais - Teddy Park – produção, diretor criativo - 24 – produção - R. Tee – produção - Yong In Choi – engenheiro de produção, gravação - Yongju Bang – engenheiro de produção, gravação - Jason Roberts do The Lab, LA – mixagem - Chris Gehringer do Sterling Sound, NJ – masterização - Hyojin Jeong – design - Sungmin Yook – design - Minkyu Lee – design | - Heewon Moon – design - Minji Lee – design - Ji Yong Yoon – fotógrafo - Jae Hyun Choe – diretor visual - Bin Seo – diretor visual - Gee Eun – estilista - Min Hee Park – estilista - Seon Yeong Lee – cabeleireira - Myung Sun Lee do Woosun – maquiadora - Eunkyung Park do Unistella – manicure - Yoon Jeong Kim – publicação |

## Desempenho nas paradas musicais

### Paradas semanais
| Parada (2021)                       | Melhor posição |
| ----------------------------------- | -------------- |
| Bélgica (Ultratop Valônia)          | 144            |
| Coreia do Sul (Gaon)                | 1              |
| Coreia do Sul (Gaon) versão Kit     | 4              |
| Coreia do Sul (Gaon) versão LP      | 4              |
| Coreia do Sul (Gaon) versão LP Gold | 28             |
| Japão (Oricon Combined Singles)     | 40             |

### Paradas mensais
| Parada (2021)                   | Melhor posição |
| ------------------------------- | -------------- |
| Coreia do Sul (Gaon)            | 3              |
| Coreia do Sul (Gaon) versão Kit | 10             |
| Coreia do Sul (Gaon) versão LP  | 38             |

### Paradas de fim de ano
| Parada (2021)        | Posição |
| -------------------- | ------- |
| Coreia do Sul (Gaon) | 20      |

## Certificações e vendas
| Região                                               | Certificação | Unidades/vendas |
| ---------------------------------------------------- | ------------ | --------------- |
| Coreia do Sul (KMCA)                                 | 3× Platina   | 750.000*        |
| * números de vendas baseados apenas na certificação. |              |                 |

## Histórico de lançamento
| Região         | Data                   | Formato                       | Gravadora     | Ref.   |
| -------------- | ---------------------- | ----------------------------- | ------------- | ------ |
| Várias         | 10 de setembro de 2021 | CD download digital streaming | YG Interscope | [ 52 ] |
| Japão          | 2 de outubro de 2021   | CD maxi                       | YG Interscope | [ 53 ] |
| Estados Unidos | 12 de novembro de 2021 | CD                            | YG Interscope | [ 54 ] |
| Coreia do Sul  | 27 de dezembro de 2021 | LP                            | YG            | [ 55 ] |
| Coreia do Sul  | 28 de março de 2022    | LP (versão Gold)              | YG            | [ 56 ] |